# 조예서
조예서는 대한민국의 뮤지컬 배우이자 연극 배우이자 가수이다.

## 출연작

### 음반
- 2016년 KBS1 저녁 일일연속극 《별난 가족》 OST Part Ⅶ - ‘그대가 불어오면’
- 2020년 보이킴(투로맨스) 싱글앨범 ‘너와 듣던 노래’(Feat : 조예서)
- 2021년 싱글앨범 ‘시간이 느리게 가는 날’
- 2022년 윤성기 싱글앨범 ‘오늘 그대’ (Duet : 조예서) & ‘반추(Rumination)’ (Duet : 조예서)
- 2023년 이윤경 싱글앨범 ‘별의 이야기‘ (Feat : 조예서)

### 뮤지컬
- 2014년 뮤지컬 <언제는 행복하지 않은 순간이 있었나요> - 두나 역
- 2015년 뮤지컬 <영웅의 노래> - 유화 역
- 2016년 뮤지컬 《루나틱》 - 굿 닥터 역
- 2016년 뮤지컬 《루나틱》 (대구공연) - 굿 닥터 역
- 2016년 뮤지컬 《별의 여인 선덕》 - 천명공주 역
- 2017년 뮤지컬 《레미제라블 자베르》 - 판탄 & 코젯 역
- 2017년 뮤지컬 《제11회 대구국제뮤지컬페스티벌 - 아름다운 슬픈 날》 - 임여월 역
- 2017년 ~ 2019년 뮤지컬 《루나틱》 - 굿 닥터 역
- 2018년 뮤지컬 《레미제라블 자베르》 - 판틴 & 코젯 역
- 2019년 뮤지컬 《그대와 영원히》 - 진서연 역
- 2021년 ~ 2022년 뮤지컬 《바람이 불어오는 곳》 - 최고은 역
- 2022년 ~ 2023년 뮤지컬 《바람으로의 여행》 - 최고은 역

### 연극
- 2021년 ~ 2022년 연극 《찬스》 - 애자 역

## 학력
- 단국대학교 문화예술대학원 뮤지컬 전공